# Бартхой
Бартхой (чечен. Бартхой) — село в Грозненском районе Чеченской Республики. Входит в состав Побединского сельского поселения.

## География
Село расположено в Алханчуртской долине, у южного подножья Терского хребта, в 20 км к северо-западу от центра сельского поселения — Побединское и в 28 км к северо-западу от города Грозный.
Ближайшие населённые пункты: на северо-западе — сёла Майский и Горагорск, на северо-востоке — село Зебир-Юрт, на юго-востоке — село Керла-Юрт и на юго-западе — село Нагорное.

## История
В 1977 году указом Президиума ВС РСФСР посёлок Калаус переименован в село Бартхой.

## Население
| 1990 | 2002 | 2010 |
| ---- | ---- | ---- |
| 215  | ↗280 | ↗299 |

## Образование
- Бартхоевская муниципальная средняя общеобразовательная школа[7].